# Thaumaptilon walcotti
Thaumaptilon walcotti Conway and Morris, 1993 è un enigmatico essere vivente, i cui resti sono stati rinvenuti nel famoso giacimento di Burgess Shales (Canada) in strati del Cambriano medio (circa 505 milioni di anni fa).

## Descrizione
Il possibile aspetto di Thaumaptilon era molto simile a quello degli odierni pennatulacei (Pennatulacea), ovvero le “penne marine” dalle fronde soffici che si ancorano al substrato. I fossili mostrano probabili branche che si estendevano da un corpo centrale (asse). Sembra che queste “fronde” fossero connesse internamente all'asse centrale tramite sottili canali. Sull'esterno dei fossili, invece, sono spesso presenti su una sola superficie centinaia di piccole macchie, probabilmente zooidi (singoli elementi di animali coloniali). L'altro lato del fossile ne è totalmente  sprovvisto.

## Un “fossile Lazzaro”?
Thaumaptilon, uno degli esseri più grandi del suo ambiente con una lunghezza di circa 15 centimetri, è stato considerato un rappresentante primitivo degli attuali pennatulacei, ma è stato anche accostato ad alcuni fossili ancora più antichi, provenienti da terreni risalenti al Neoproterozoico (Ediacariano, circa 560 milioni di anni fa). Questi fossili, tra cui Rangea e Charnia, sono stati in passato anch'essi accostati ai pennatulacei, ma attualmente numerosi scienziati li ritengono invece forme di vita pluricellulare estremamente primitive, senza alcun corrispondente vivente, note come Vendozoa (o Vendobionta). Thaumaptilon, quindi, è considerato da alcuni come un “Lazarus taxon”, l'ultimo sopravvissuto di questi animali, dopo una possibile estinzione di massa avvenuta alla fine del Neoproterozoico. Il nome Thaumaptilon deriva dal greco e significa “penna meravigliosa”.